# Luciana Stegagno Picchio
Luciana Stegagno Picchio (Alessandria, Piemonte, 26 de abril de 1920 — Roma, 28 de agosto de 2008) foi uma filóloga, historiadora da cultura e crítica literária italiana, especialista em literatura medieval portuguesa, história do teatro português e literatura brasileira.
A 3 de março de 1988, foi agraciada com o grau de Grande-Oficial da Ordem Militar de Sant'Iago da Espada, de Portugal.
Recebeu o Doutoramento Honoris Causa pela Universidade Nova de Lisboa em 1997/1998.
Faleceu aos 88 anos e foi autora de mais de 500 publicações dedicadas às literaturas e culturas de língua portuguesa, o que lhe valeu o título de mais importante luso-brasileirista da Europa.
Inspirada pela dedicatória que Luciana Stegagno Picchio recebeu de Alexandre O'Neill na obra Entre a Cortina e a Vidraça (1972), a Câmara Municipal de Lisboa decidiu, em abril de 2014, consagrar o nome da filóloga na toponímia da cidade através da Rua Luciana Stegagno Picchio, que foi inaugurada em janeiro de 2016 na Urbanização Benfica Stadium, na freguesia de São Domingos de Benfica.

## Obra
- Storia del Teatro Portoghese (Roma, 1964)/ História do Teatro Português (Lisboa, 1969)
- A lição do texto (Lisboa, 1979)
- La méthode philologique, com prefácio de R. Jakobson (Paris, 1982)
- La littérature brésilienne (Paris, «Que sais-je?», 1982 e 1996, trad. portuguesa e francesa)
- La letteratura brasiliana (Florença-Milão, 1972, trad. romena, Bucareste, 1986)
- Storia della letteratura brasiliana (Turim, 1997; ed. brasileira
- História da literatura brasileira, Rio, 1997)